# Lista de regiões metropolitanas de Santa Catarina
Atualmente, o estado de Santa Catarina possui 14 regiões metropolitanas:
1. Região Metropolitana do Alto Vale do Itajaí[2]
2. Região Metropolitana Carbonífera[2]
3. Região Metropolitana de Chapecó[2]
4. Região Metropolitana do Contestado[3]
5. Região Metropolitana do Extremo Oeste[3]
6. Região Metropolitana de Florianópolis[2]
7. Região Metropolitana da Foz do Rio Itajaí[2]
8. Região Metropolitana de Jaraguá do Sul[4]
9. Região Metropolitana de Joinville[4]
10. Região Metropolitana de Lages[2]
11. Região Metropolitana do Norte–Nordeste Catarinense[2]
12. Região Metropolitana do Planalto Norte[4]
13. Região Metropolitana de Tubarão[2]
14. Região Metropolitana do Vale do Itajaí[2]